# AMX-13 VCI
Pour les articles homonymes, voir VCI.

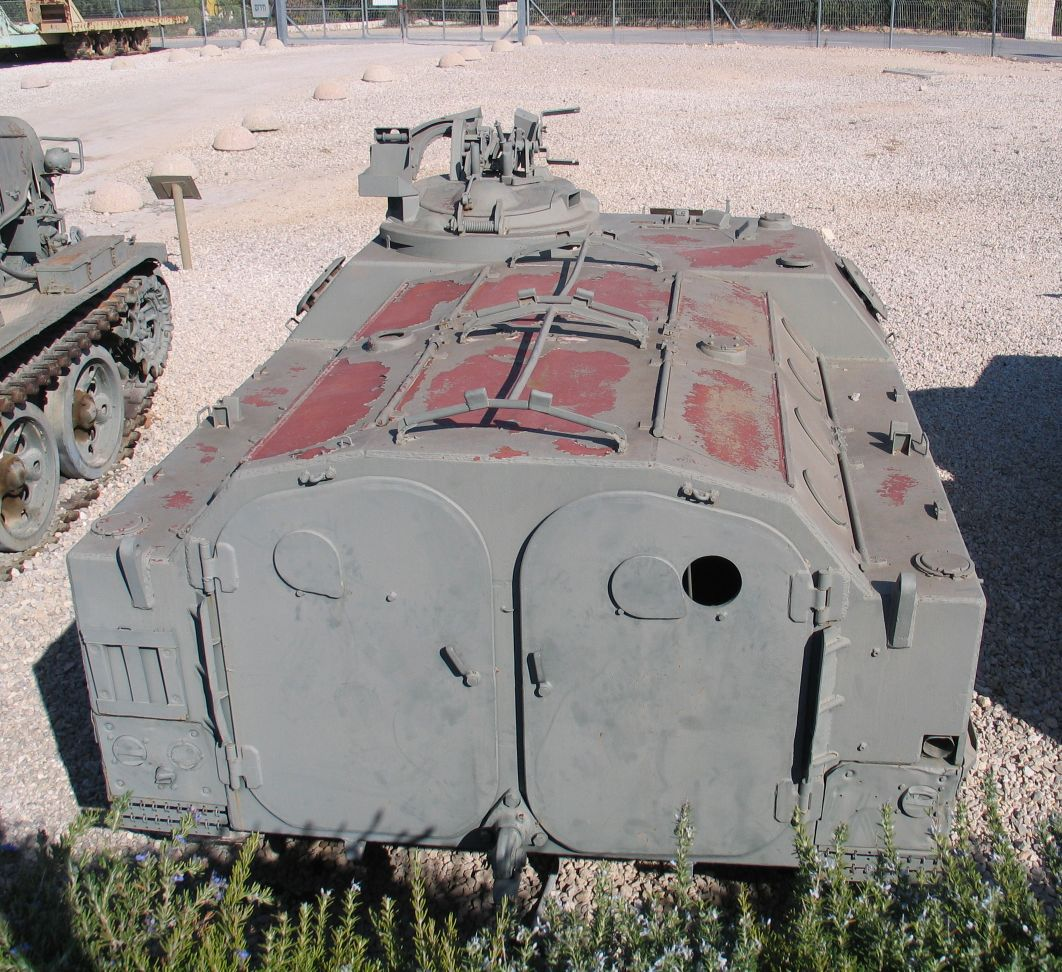
Vue arrière d'un AMX-13 VTT au Yad la-Shiryon Museum (Israël)

L'AMX-13 VCI (pour « véhicule de combat d'infanterie ») est une des multiples variantes du char léger français AMX-13. Il fut utilisé par l'armée française avant d'être remplacé par l'AMX-10 P à partir de 1973, lui-même remplacé par le VBCI à partir de 2008.

## Production

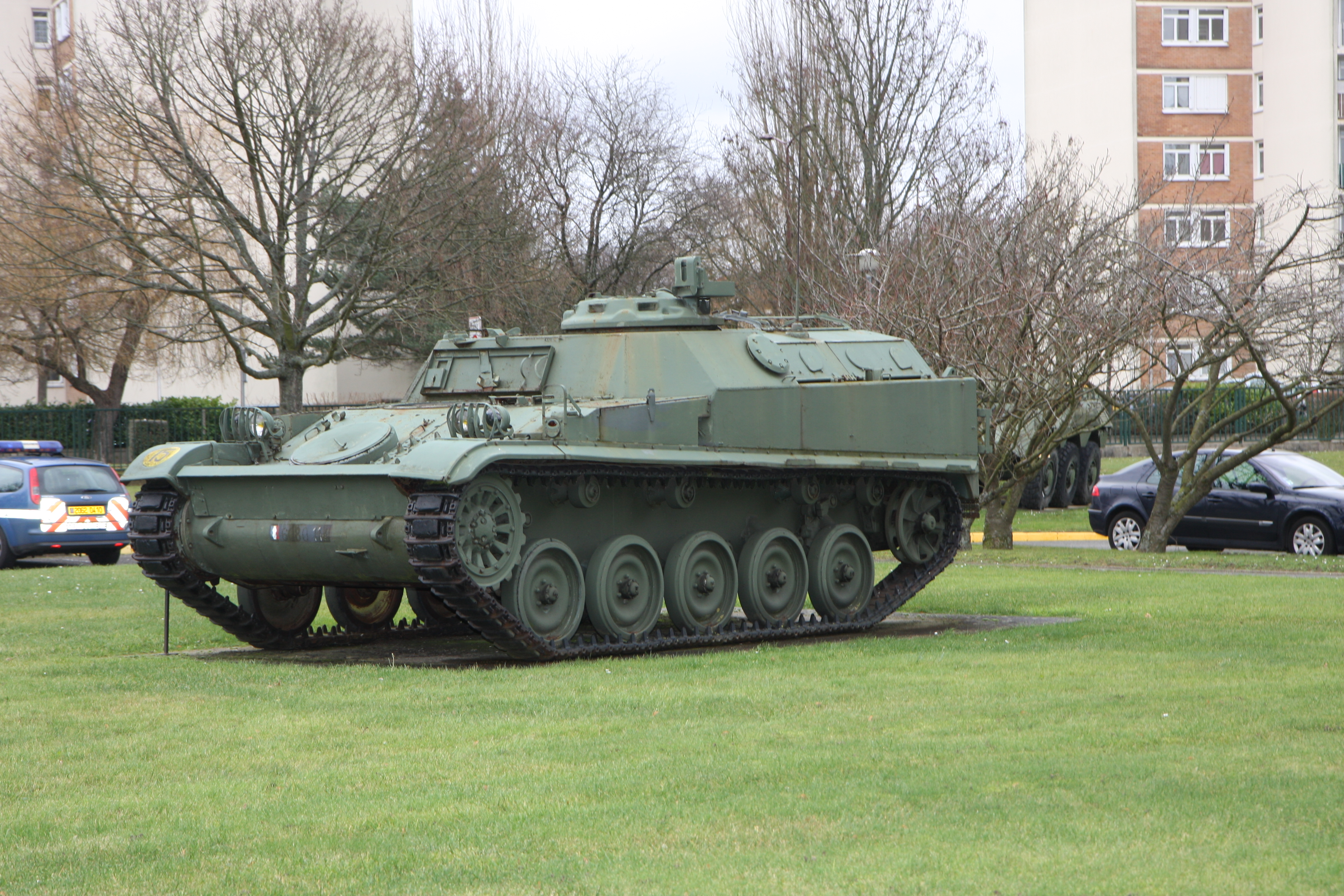
AMX-13 VCI de la Gendarmerie mobile exposé à Satory.

Le prototype sort d'atelier en 1955. La production commence en 1957 aux ateliers de construction de Roanne, puis la production passe chez Creusot-Loire pour permettre la fabrication de l'AMX-30 à Roanne. Environ 3 400 ont été produits jusqu'en 1973.

## Description

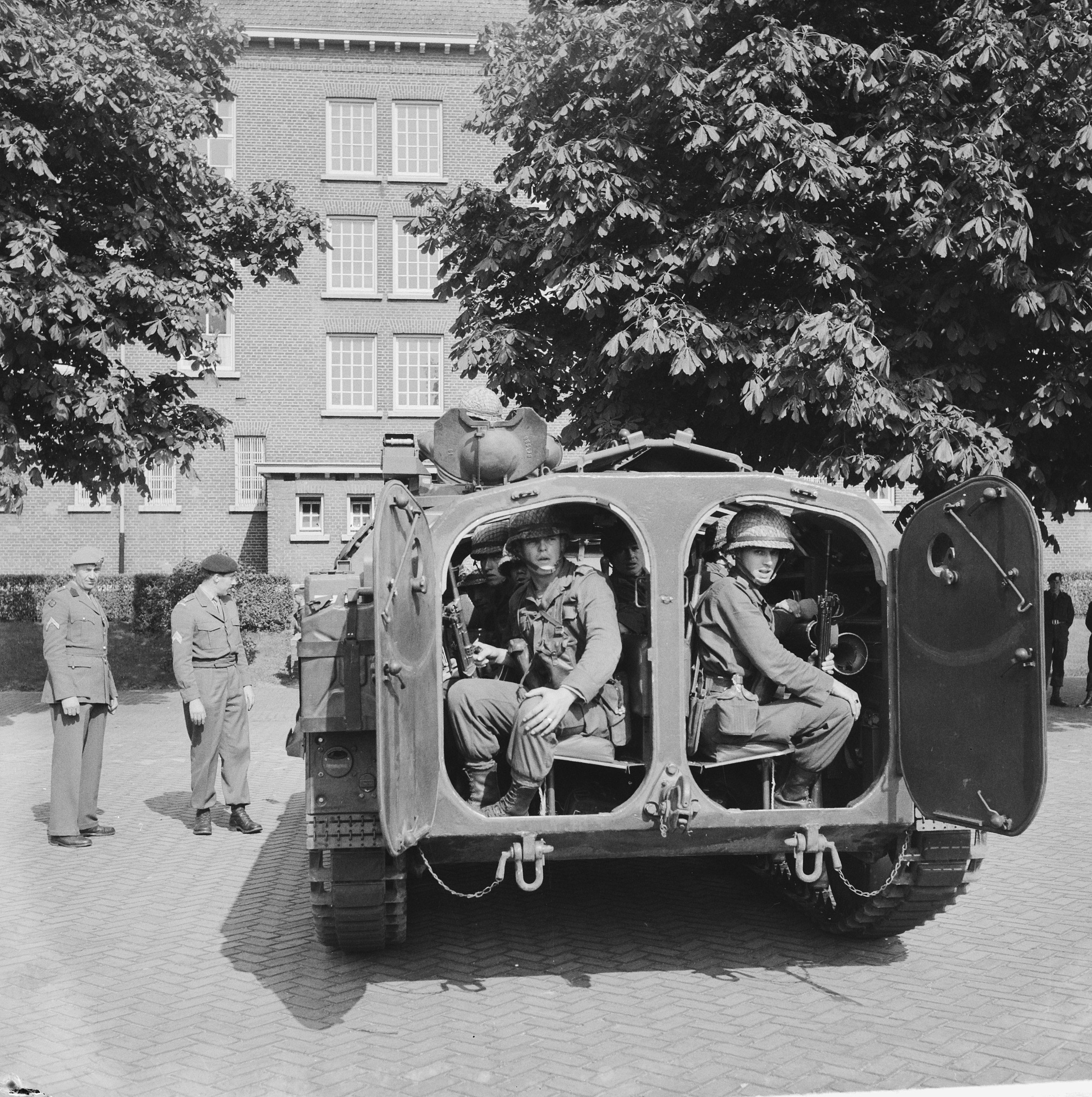
Fantassins néerlandais à bord d'un AMX-VCI en 1962.

Il transporte dix fantassins. Cet engin est appelé AMX-13 VTT (véhicule de transport de troupe) quand il reçoit un tourelleau CAFL 38 armé d'une mitrailleuse de 7,5 mm (Arme Automatique Modèle 1952) ou l'affût blindé Giat CB 127 équipé d'une Browning M2 de 12,7 mm. Les dernières versions montaient une tourelle équipée d'un canon à tir rapide de 20 mm, la T20-13 ou Toucan I.

## Variantes

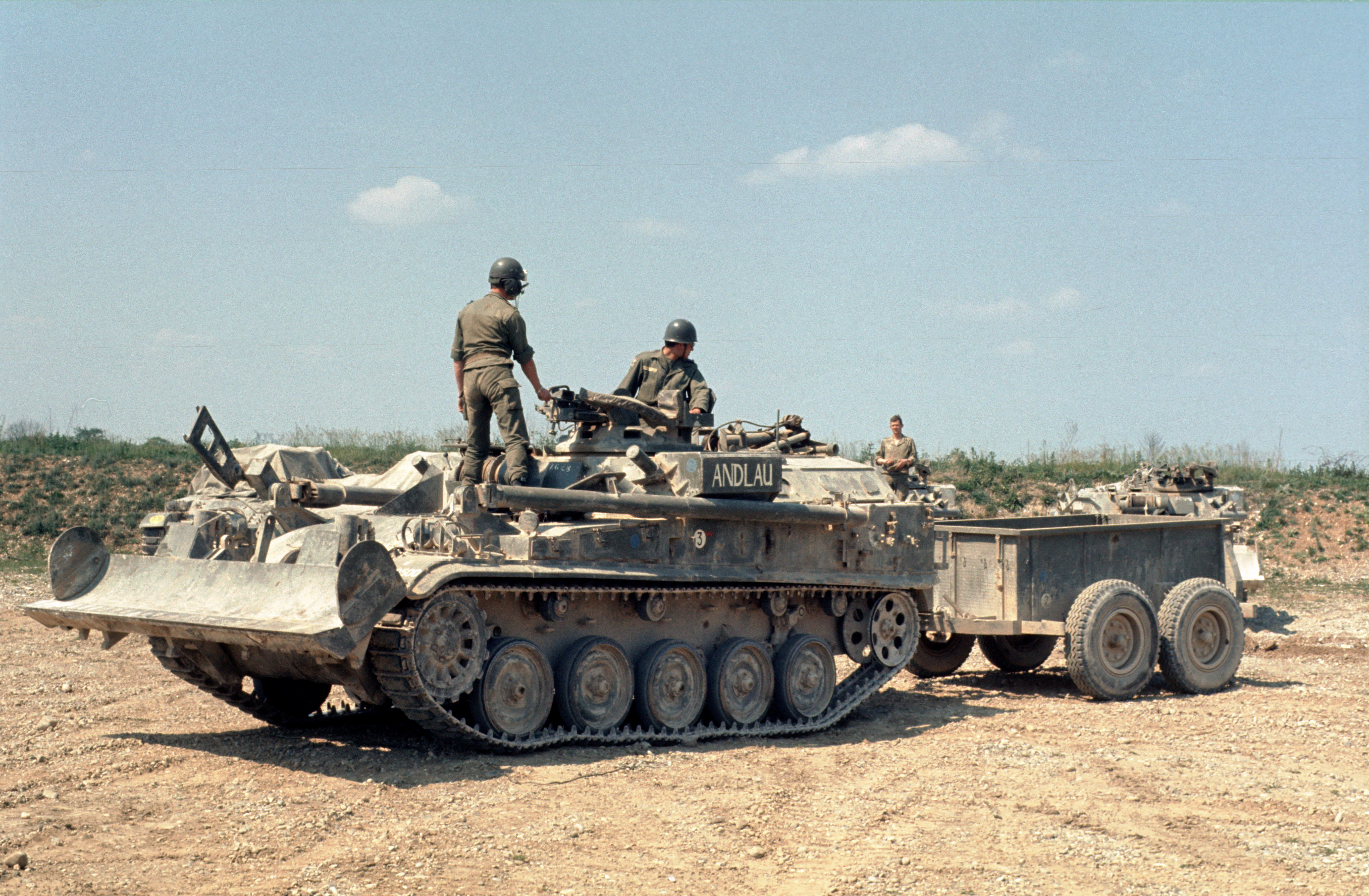
Un AMX-13 Véhicule de combat du génie du 9e régiment du génie en 1976.

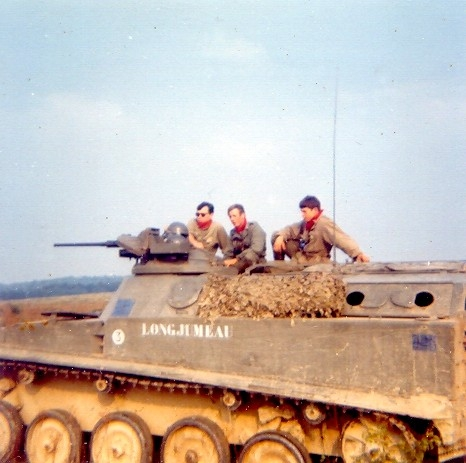
AMX-13 VTT français avec tourelleau CAFL 38 en manœuvre en 1972.

L'AMX-13 VCI a servi de base à plusieurs variantes :
- PC et PC Officier de tir (pour l'artillerie)
- VCA : Véhicule Chenillé d'Accompagnement
- VCG : Véhicule de combat du génie. Armé d'une mitrailleuse de 12,7 mm, il est équipé d'une lame Dozer, d'une grue de 4,5 t démontable et d'un treuil hydraulique. Il embarque 7 pionniers (en plus des 3 hommes d'équipage) et leurs outils[6].
- RATAC : Radar d'Acquisition et de Tir pour l'Artillerie de Campagne
- VTB (Sanitaire) : Véhicule de Transport de Blessés
- Cargo
- Porte-mortier
- Porte-missile antichar SS 11

## Utilisateurs
- Argentine : 180 dont 150 produit sous licence en Argentine [2],[7].
- Belgique : 534 en 1976 remplacé par le M113A1-B et le AIFV-B[8]
- Chypre : 16[2]
- Équateur : 60[2]
- Émirats arabes unis : 11 commandés en 1974 et reçus l'année suivante[7],[3].
- France: remplacé par l'AMX-10 P. Un escadron de 16 d'AMX-13/90[9] et des AMX-VCI restent en service jusqu'en 1990 au 30e groupe de chasseurs de la 7e division blindée[10].
- Indonésie : 200 en service[2]
- Liban : 75 ex-français entre 1973-1990[2].
- Maroc : 28[7],[3]
- Mexique : 406 en service, ex-belges[2]
- Qatar : 33[2]
- Pays-Bas : 345 AMX-PRI (VCI), 162 PRCO (PC), 46 PRVR (cargo) et 46 PRGWT (ambulance). 67 PRI ont été modifiés en porte-mortiers (PRMR) et 26 en PRAT, blindés antichars avec missiles TOW[11].
- Soudan : 5[2]
- Venezuela : 25[2]